# Trường Đại học Luật Hà Nội
Trường Đại học Luật Hà Nội  là trường đại học công lập đào tạo luật pháp của Việt Nam, trực thuộc Bộ Tư pháp và chịu sự quản lý nhà nước về giáo dục của Bộ Giáo dục và Đào tạo.
Trường được coi là cơ sở đào tạo luật pháp có tuổi đời lịch sử đứng thứ 2 sau Trường Đại học Luật, Đại học Quốc gia Hà Nội. Trường đang tổ chức đào tạo các bậc đại học, cao học, và nghiên cứu sinh. Ngoài ra với nhu cầu của xã hội, trường tổ chức lớp bồi dưỡng kiến thức pháp luật cho nhiều đối tượng khác nhau. Thực hiện, tổ chức nghiên cứu, ứng dụng khoa học pháp lý và thực hiện nhiệm vụ khác do Bộ trưởng Bộ Tư pháp và Bộ Giáo dục và Đào tạo giao.
Trường có trụ sở chính tại số 87 đường Nguyễn Chí Thanh, phường Láng, Hà Nội. Cơ sở 2 đang được xây dựng tại phường Đồng Nguyên, thành phố Từ Sơn, tỉnh Bắc Ninh (dự kiến đi vào hoạt động năm 2025) và Phân hiệu tại tỉnh Đắk Lắk (thành lập 3/2019).

## Lịch sử
Trường Đại học Pháp lý Hà Nội được thành lập ngày 10 tháng 11 năm 1979 theo Quyết định số 405/CP của Hội đồng Chính phủ (nay là Chính phủ), trên cơ sở hợp nhất Trường Cao đẳng Pháp lý và Khoa Pháp lý của Trường Đại học Tổng hợp Hà Nội (cũ) (nay là tiền thân Trường Đại học Luật, Đại học Quốc gia Hà Nội), trực thuộc sự quản lý của Ủy ban Pháp chế (Bộ Tư pháp) của Chính phủ. Trước đó, Khoa Pháp lý đã tuyển sinh và đang đào tạo 3 khoá sinh viên. Sau khi thành lập, Trường Đại học Pháp lý Hà Nội tiếp tục đào tạo các sinh viên này và bắt đầu tuyển sinh từ khoá thứ 4.
Khi mới thành lập, trường có bốn khoa đào tạo chuyên ngành là: Khoa Hành chính - Nhà nước, Khoa Tư pháp, Khoa Luật Kinh tế và Khoa Luật Quốc tế. Trường đóng tại xã Duyên Thái, huyện Thường Tín, tỉnh Hà Tây (cũ).
Trong ngày khai giảng năm học đầu tiên của Trường, Thủ tướng Phạm Văn Đồng đã đến tham dự và đặt ra mục tiêu cho trường trở thành "trung tâm đào tạo cán bộ pháp lý, trung tâm nghiên cứu khoa học pháp lý và trung tâm truyền bá pháp lý" của Việt Nam.
Đến tháng 10 năm 1982, Trường Cao đẳng Toà án được sáp nhập vào Trường Đại học Pháp lý Hà Nội.
Ngày 6 tháng 7 năm 1993, Bộ Tư pháp đã quyết định đổi tên trường thành Trường Đại học Luật Hà Nội.
Khoảng năm 1993, trường được chuyển về địa điểm như hiện nay: Số 87 đường Nguyễn Chí Thanh, quận Đống Đa, Hà Nội. Đến năm 2003, Hiệu trưởng Trường Đại học Luật Hà Nội đã quyết định tách Khoa Tư pháp thành hai khoa chuyên ngành là Khoa Luật Dân sự và Khoa Luật Hình sự.
Ngày 12 tháng 2 năm 2019, Bộ Giáo dục và Đào tạo ra Quyết định số 310/QĐ-BGDĐT thành lập Phân hiệu Trường Đại học Luật Hà Nội tại tỉnh Đắk Lắk.

## Cơ cấu tổ chức
Hiện nay, cơ cấu tổ chức của Trường bao gồm: Đảng uỷ, Hội đồng trường; Ban giám hiệu; 08 Khoa, 01 Bộ môn trực thuộc; 1 Viện; 03 Trung tâm; 11 Phòng, Trạm Y tế và các tổ chức đoàn thể, chính trị - xã hội. 

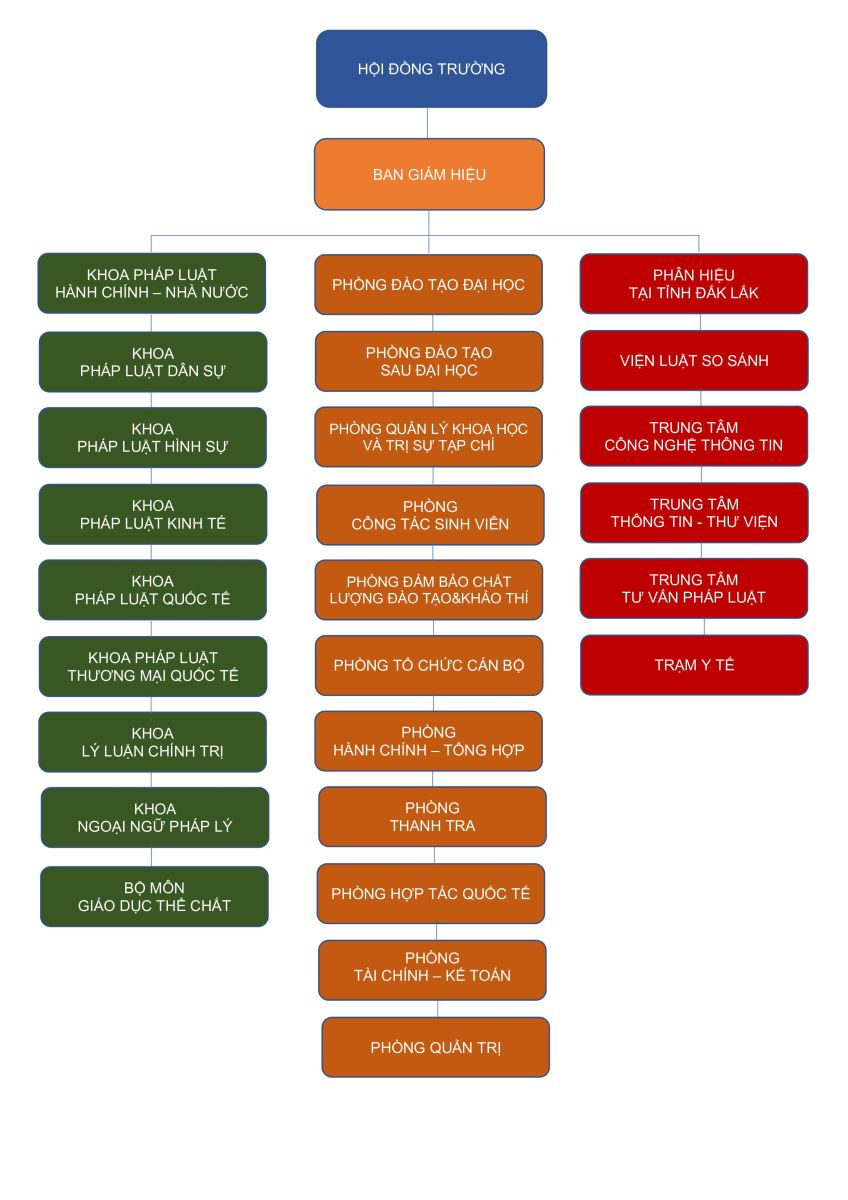
Sơ đồ tổ chức Trường Đại học Luật Hà Nội

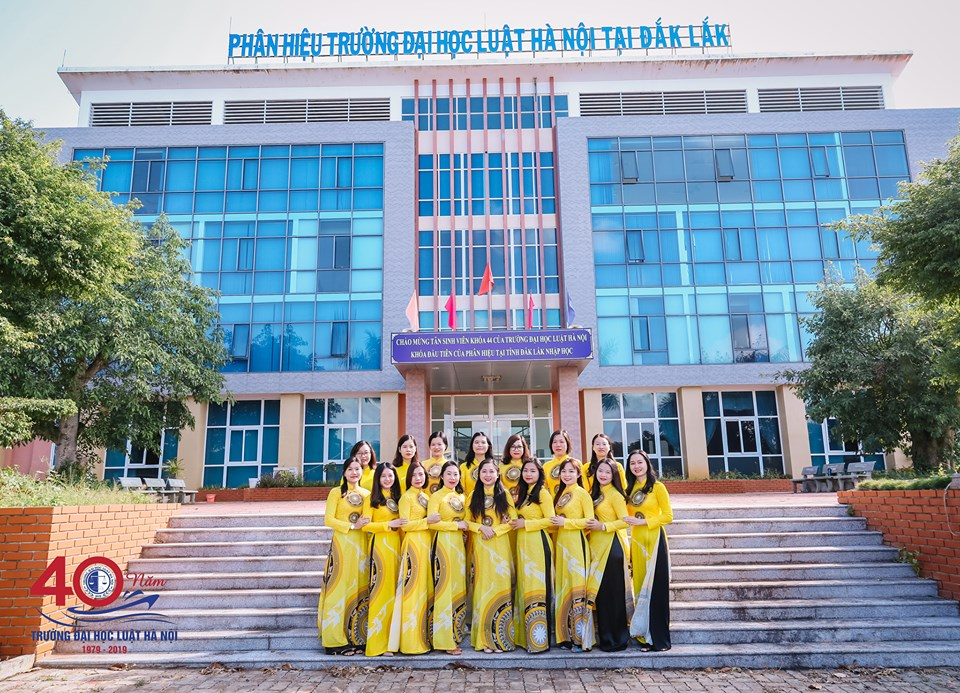
Phân hiệu Trường Đại học Luật Hà Nội tại tỉnh Đắk Lắk

###### 4. Các Khoa:
- Khoa Hành chính - Nhà nước;
- Khoa Pháp luật Dân sự;
- Khoa Pháp luật Hình sự;
- Khoa Pháp luật Kinh tế;
- Khoa Pháp luật Quốc tế;
- Khoa Pháp luật Thương mại quốc tế;
- Khoa Lý luận chính trị;
- Khoa Ngoại ngữ Pháp Lý;

###### 7. Các Trung tâm:
- Trung tâm Công nghệ thông tin;
- Trung tâm Thông tin - Thư viện;
- Trung tâm Tư vấn pháp luật.

###### 8. Các Phòng:
- Phòng Đào tạo đại học;
- Phòng Đào tạo sau đại học;
- Phòng Quản lý khoa học và Trị sự tạp chí;
- Phòng Công tác sinh viên;
- Phòng Đảm bảo chất lượng đào tạo và Khảo thí;
- Phòng Tổ chức cán bộ;
- Phòng Hành chính - Tổng hợp;
- Phòng Thanh tra;
- Phòng Hợp tác quốc tế;
- Phòng Tài chính - Kế toán;
- Phòng Quản trị.

## Nhân sự
Tính đến ngày 31 tháng 12 năm 2022, tổng số giảng viên cơ hữu của Trường là 304 giảng viên. Trong đó, có 03 giáo sư, 31 phó giáo sư, 134 tiến sĩ, 166 thạc sĩ. Giảng viên thỉnh giảng có 204 giảng viên, trong đó, có 02 giáo sư, 17 phó giáo sư, 113 tiến sĩ, 199 thạc sĩ.

## Cấp bậc và quy mô đào tạo
Hiện nay Trường Đại học Luật Hà Nội đã có tất cả các bậc đào tạo: Nghiên cứu sinh, Cao học, Đại học, các lớp bồi dưỡng hoàn thiện kiến thức, bồi dưỡng theo chuyên đề.
Tổng quy mô đào tạo của Trường là hơn 15.108 sinh viên, học viên (Tính đến 31/12/2021). Trong đó có 117 Nghiên cứu sinh, 847 học viên cao học, 8.622 sinh viên đại học chính quy văn bằng 1, 2.130 sinh viên đại học chính quy văn bằng 2, 3.392 sinh viên vừa làm vừa học.

## Cơ sở vật chất

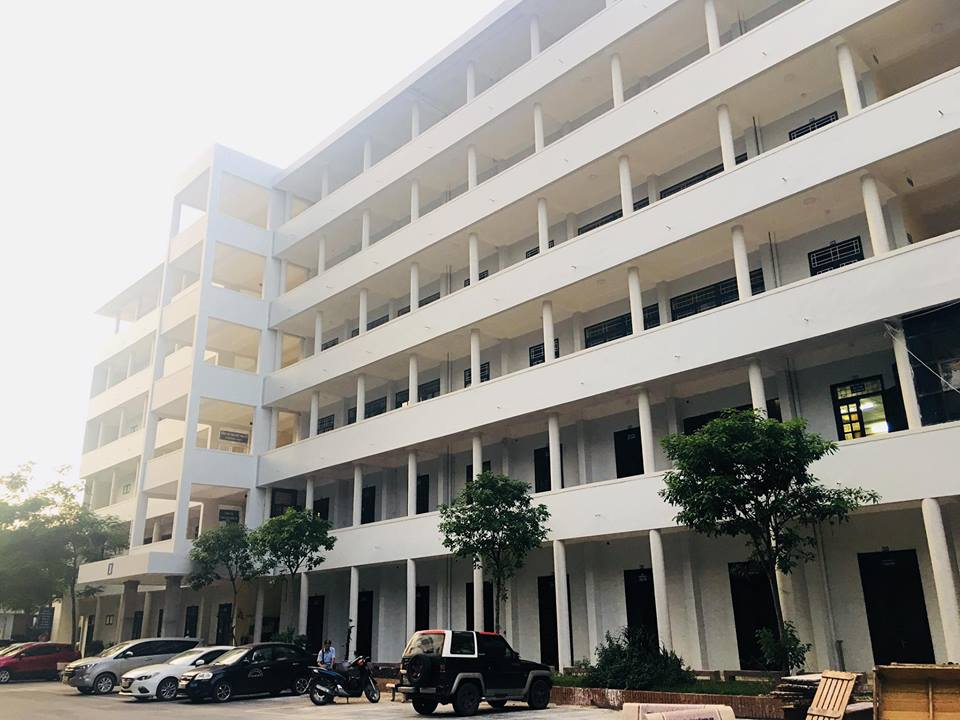
Nhà B trường Đại học Luật Hà Nội

Cơ sở 87 Nguyễn Chí Thanh, Đống Đa, Hà Nội của Trường, với diện tích 10.000m² trong đó diện tích sàn xây dựng là: 30.800 m²; có 70 phòng học, giảng đường; 02 hội trường lớn 400 và 700 chỗ ngồi, 02 phòng học đa phương tiện, 02 phòng thực hành tin học, 05 phòng thư viện với 2.173m², 01 phòng đọc 389m².
Khu ký túc xá 50 sinh viên của Trường.
Thư viện đã tổ chức hệ thống phòng đọc, phòng mượn phục vụ cho các đối tượng bạn đọc. Diện tích phòng đọc dành cho sinh viên tự học/nghiên cứu/tra cứu tài liệu là 389 m². Thư viện Trường hiện có 103 đầu tạp chí, 16.327 đầu sách (191.569 cuốn), trong đó có: 178 đầu giáo trình; 10.697 đầu sách tham khảo; 5.062 luận văn, luận án; 203 đầu đề tài nghiên cứu khoa học; 187 đầu tài liệu hội thảo khoa học phục vụ cho công tác giảng dạy, học tập và nghiên cứu khoa học của cán bộ, giảng viên và người học.
Trường đã ứng dụng công nghệ thông tin trong hoạt động của thư viện từ năm 1998. Toàn bộ các hoạt động nghiệp vụ, tra cứu, quản lý lưu thông tài liệu, quản lý bạn đọc... của Thư viện được thực hiện thông qua phần mềm Libol. Hệ thống máy tính của Thư viện được kết nối internet, kết nối với hai cơ sở dữ liệu pháp luật trực tuyến là West Law và Hein online.
Nhà trường đang triển khai xây dựng nguồn tài liệu điện tử bao gồm giáo trình; luận văn, luận án; các công trình nghiên cứu khoa học; Tạp chí luật học...; số hoá các tài liệu quý hiếm.

## Thành tựu
Trong những năm qua Trường đã đào tạo được cho đất nước hơn 100.000 cán bộ pháp lý với các cấp bậc và trình độ khác nhau: 
- Trên 157 tiến sĩ Luật học;
- Hơn 890 thạc sĩ Luật học;
- Hơn 90.000 cử nhân Luật;
- Hơn 500 người có bằng cao đẳng;
- Hơn 6.000 người có bằng trung cấp luật [4].

Với những thành tích đạt được trong công tác đào tạo, nghiên cứu khoa học Trường Đại học Luật Hà Nội được Nhà nước tặng thưởng: Huân chương Độc lập hạng Nhì (2014), Huân chương Độc lập hạng Ba (2004) Huân chương Lao động hạng Nhất (1994, 2019), Huân chương Lao động hạng Nhì (1989) và Huân chương Lao động hạng Ba (1980), nhiều năm được nhận cờ thi đua của ngành Tư pháp và nhiều phần thưởng cao quý khác.

## Hiệu trưởng qua các thời kỳ
- GS.TS. Nguyễn Ngọc Minh (11/1979 - 10/1982);
- CN. Phùng Văn Tửu (10/1982 - 4/1983);
- Phan Hữu Chi (4/1983 - 6/1988);
- TS. NGƯT. Nguyễn Ngọc Hiến (6/1988 - 4/1996);
- GS.TS. NGƯT. Lê Minh Tâm (4/1996 - 9/2009);
- PGS.TS. Hoàng Thế Liên (từ 9/2009 - 1/2012);
- TS. Phan Chí Hiếu (từ 1/2012 - 8/2015);
- TS. Lê Tiến Châu (từ 21/01/2016 - 02/2018).[6]
- TS. Đoàn Trung Kiên (29/08/2020 - đến nay)